# Achrain (Gemeinde Dornbirn)
Der Ortsname Achrain bezeichnet in Dornbirn-Haselstauden einen Weiler (655 m ü. A.), ein großes am selben Ort befindliches Flurstück und ist auch als ein Bereichsname für eine geografisch nicht genau eingegrenzte Fläche zum südseitigen Abhang des Tobels zur Schwarzach in Verwendung.

## Namensherkunft
Achrain ist ein in Vorarlberg mehrfach verwendeter Begriff für Örtlichkeiten, neben Dornbirn, Schwarzach und Alberschwende z. B. auch in Kennelbach, Krumbach, Langen und in Wolfurt.
Die genaue Herkunft des Namens „Achrain“ in der Gemeinde Dornbirn ist nicht gesichert. Der Name bezieht sich vermutlich auf die Schwarzach („Ach“) und den „Rain“ im Sinne einer Geländekante (zur Schwarzach). Im „Provinzial-Handbuch von Tirol und Vorarlberg für das Jahr 1847“. und im „Schematismus für Tirol und Vorarlberg“ wird die Rotte Achrain als eigener Weiler und Teil von Dornbirn angeführt. Nicht jedoch der Achrain als Anhöhe/Bereichsname und/oder Zusammenfassung mehrerer Weiler auf dieser Anhöhe.

## Geschichte
1326 wird ein Counradt vom Achrain als Landrichter zu Schwarzach genannt, wobei die Lokalisierung seines Hofes am jetzigen Achrain bislang nicht sicher festgelegt werden konnte.
Ein Stück unterhalb des Achrains befindet sich ein altes Einzelgehöft („Hof“), das schon 1395 als ein Besitz der Emser Ritter genannt wird.
Ansonsten war der Achrain verkehrsgeschichtlich bedeutsam in Verbindung mit der wichtigen Handels- und Verkehrsverbindung in den Bregenzerwald (siehe Achrainstraße).

## Topographie, Geografie, Lage und Verkehr
Unter dem Begriff Achrain wird teilweise auch der von Südwesten nach Nordosten ausgerichtete und zur Schwarzach abfallende Hang von der Parzelle Ruschen bis Alberschwende auf einer Länge von etwa 5 km Luftlinie verstanden.
Es handelt sich dabei um eine herausragende Anhöhe, die von Dornbirn über die Achrainstraße (L 49) mit Kraftfahrzeugen gut erreichbar ist. Die besiedelten Teile der Anhöhe liegen etwa zwischen 550 m ü. A. und 700 m ü. A.
Unterhalb des Achrains auf Dornbirner Gemeindegebiet verläuft der Achraintunnel (L 200). Direkt unter der Rotte Achrain verläuft der Fluchtstollen des Achraintunnels.

## Gewässer
Am Achrain entspringen mehrere Gewässer, welche ab der Rotte Achrain auf Dornbirner Gemeindegebiet in Richtung Nordosten (Alberschwende) in die Schwarzach entwässern, beispielsweise der Stauderbach. Vor der Rotte Achrain hingegen (Richtung Südwesten – Haselstauden) entwässern diese in den Stiglbach.

## Handwerk, Gewerbe
Trotz der Bedeutung des Achrains als Verbindung in den Bregenzerwald hat sich in dem hier liegenden Weiler Achrain keine bedeutsame gewerbliche Infrastruktur auf Dornbirner Gemeindegebiet herausgebildet. Es dominiert hier die Landwirtschaft nach wie vor.
Anders hingegen auf dem Alberschwender Gemeindegebiet. In diesem Weiler Achrain kam es zur Bildung von örtlich wichtigen Handwerks- und Gewerbebetrieben.
Der Achrain wurde im unteren Bereich gegen Dornbirn (Richtung Südwesten – Haselstauden) auch für einen qualitativ geringwertigen Weinbau genutzt.